# بركات الوقيان
بركات الوقيان (30 يونيو 1972 -)، إعلامي كويتي اشتهر بتقديمه لبرنامج «في ضيافتهم» الذي استضاف من خلاله أبرز الشخصيات الفنية والرياضية والسياسية. بدأ مشواره في المجال الإعلامي سنة 1995 في تلفزيون الكويت، وقدم العديد من البرامج من أبرزها: برنامج (في ضيافتهم)، وبرنامج (أسفرت) الذي بدأ تقديمه عام 2022 على قناة الكويت.

## التعليم
تخرج من جامعة الكويت قسم إعلام بدرجة البكالوريوس عام 1995. 

## العمل
عين مديراً لبرامج قناة روتانا خليجية عام 2005م.

## العمل الإعلامي
قدم في مشواره العديد من البرامج الإذاعية والتلفزيونية، فعلى مستوى البرامج المنوعة كان أبرز ما قدم برنامج فنون، وفي ضيافتهم لتلفزيون الكويت، قبل أن يقدم الليلة مغنى على قناة إم بي سي، وسهرة خاصة وخليجيات على شاشة روتانا خليجية، ثم برنامج تاراتتا على قناة دبي.
ومن البرامج التي قدمها:
- برنامج (الكارت مع بركات) على قناة الراي الكويتية (2018).[4]
- قدم برنامج (البيت) الشعري على قناة سما دبي (2014).[5]
- برنامج (بيتك) على تلفزيون الكويت.
- برنامج (ياهلا) على قناة روتانا خليجية (2005).[6]
- برنامج (كل يوم مليون) على قناة روتانا خليجية.
- برنامج (شوفها وخذها) على قناة المستقبل.
- برنامج (في ضيافتهم) على قناة الوطن.
- برنامج (حياكم مع بركات) على قناة الوطن.
- برنامج (المزاد) الذي عرض في شهر رمضان المبارك على قناة الوطن.[7]
- برنامج (عينك عـ الوطن) على قناة الوطن.[8]

## الجوائز
- نال جائزة أفضل مذيع خليجي عام 2006م في أبها وكرم بجائزة المفتاحة.[9]
- حصل على الميدالية الذهبية في مهرجان القاهرة عن برنامجه (في ضيافتهم).
- حصل على المركز الثاني في مهرجان الإذاعة والتلفزيون بمملكة البحرين عن البرامج المنوعة.
- حصل على جائزة أفضل مذيع خليجي من لجنة مهرجان ليالي فبراير عن عام 2009.